# Adrian Hasler

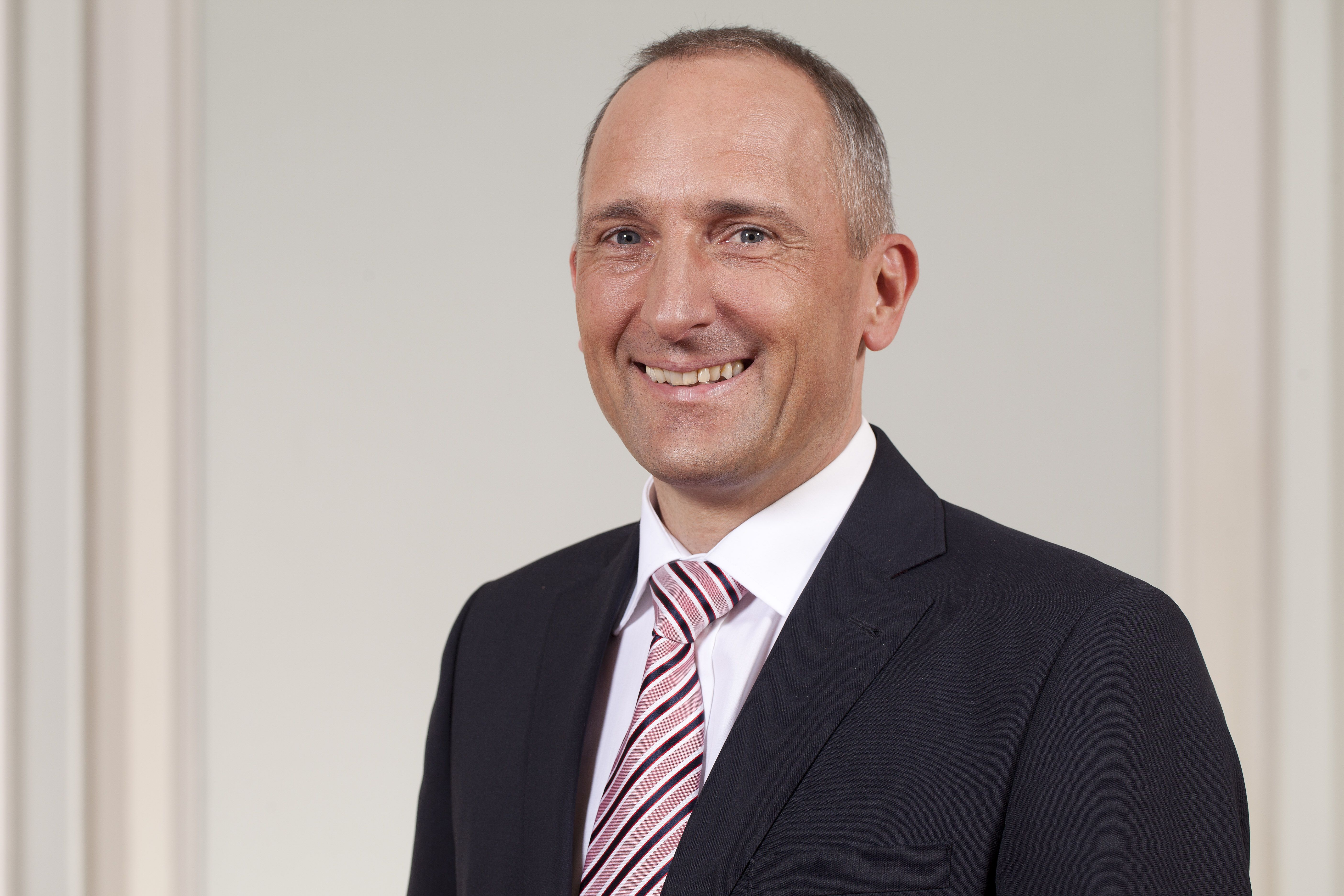
Regierungschef Adrian Hasler (2013)

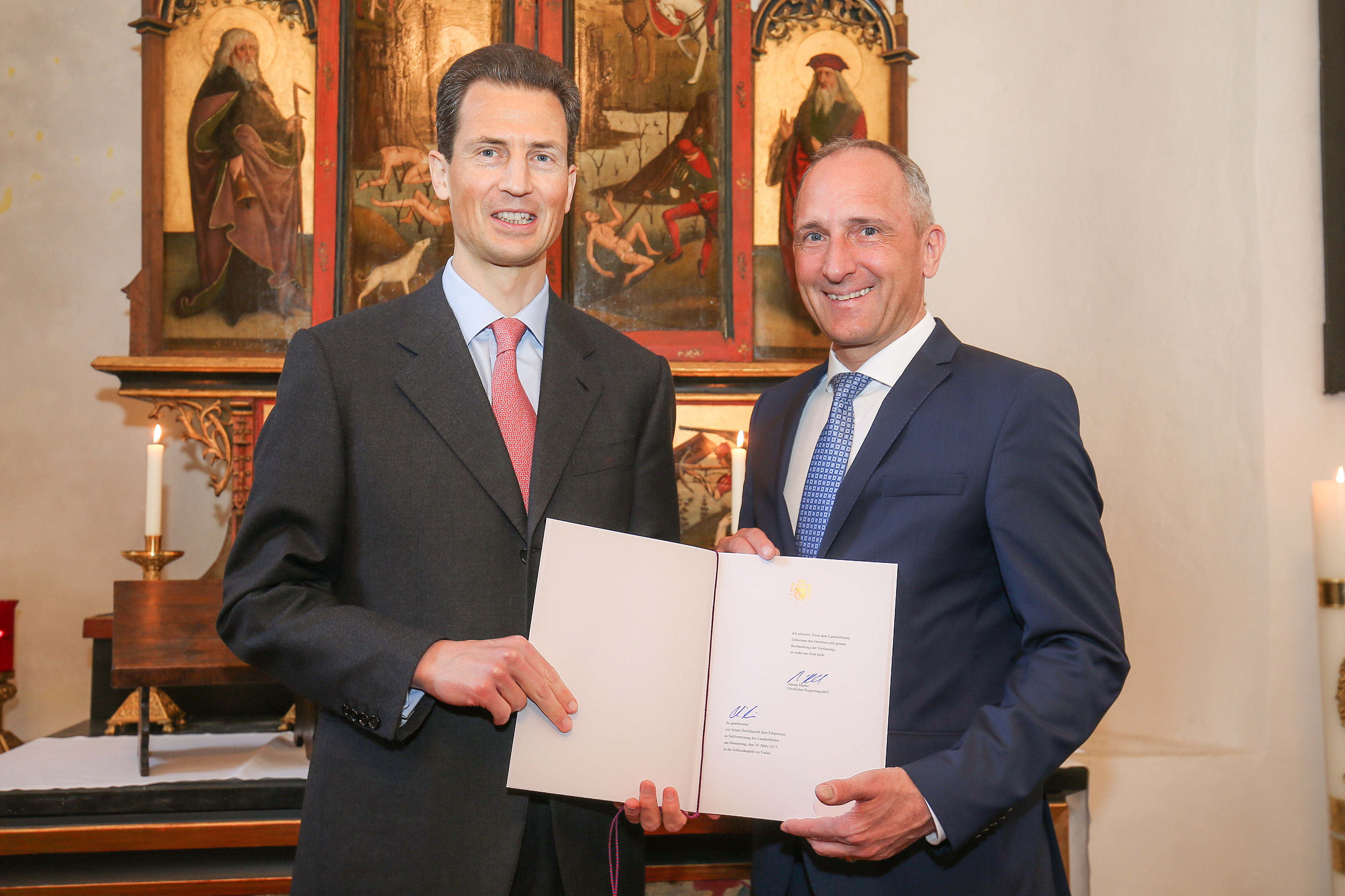
Hasler erhält 2017 den Regierungsauftrag von Prinzregent Alois von Liechtenstein

Adrian Hasler (* 11. Februar 1964 in St. Gallen) ist ein liechtensteinischer Politiker (FBP) und war von 27. März 2013 bis 25. März 2021 Regierungschef des Fürstentums.

## Biografie
Hasler stammt aus Balzers. Er wuchs in Vaduz auf und besuchte dort von 1976 bis 1979 die Realschule, sowie von 1979 bis 1984 das Liechtensteinische Gymnasium, das er mit der Eidgenössischen Matura Typus E abschloss. Nach der Schule studierte er von 1984 bis 1991 Betriebswirtschaft, mit dem Vertiefungsgebiet Finanz- und Rechnungswesen, an der Hochschule St. Gallen und erhielt ein Lizenziat (lic.oec.HSG). Hasler war von 1992 bis 1996 Leiter für Controlling im Geschäftsbereich der Thin Films bei der Balzers AG. Von 1996 bis 2004 war er Leiter für Group Finance sowie stellvertretender Direktor bei der Verwaltungs- und Privat-Bank in Vaduz.
Im Jahr 2001 wurde er für die Fortschrittliche Bürgerpartei (FBP) in den Landtag des Fürstentums Liechtenstein gewählt. Als Abgeordneter war er Mitglied der Finanzkommission. Im März 2004 legte er sein Mandat nieder, um neuer Polizeichef der Liechtensteinischen Landespolizei zu werden. Am 1. April 2004 löste er den interimistischen Polizeichef Martin Meyer ab. Für Hasler wiederum rückte der stellvertretende Abgeordnete Marco Ospelt in den Landtag nach.
Bei der Landtagswahl Anfang 2013 fungierte er als Spitzenkandidat der FBP für das Amt des Regierungschefs. Am 27. März 2013 trat er nach dem Wahlsieg der FBP und der erneuten Vereinbarung einer Koalitionsregierung mit der VU sein neues Amt an. Jules Hoch, zu diesem Zeitpunkt Leiter der Kriminalpolizei, wurde am 28. März interimistisch Polizeichef.
Hasler ist römisch-katholisch, verheiratet und hat zwei Kinder.
Im Jahr 2016 kündete er an, für die Landtagswahl 2017 wieder als Regierungschef für die FBP zu kandidieren, zusammen mit Aurelia Frick und Mauro Pedrazzini. Trotz Verlusten ging die FBP auch aus dieser Wahl als Siegerin hervor und Hasler konnte in einer erneuten Koalitionsregierung mit der VU sein Amt fortsetzen.
2016 wurde ihm das Grosse Goldene Ehrenzeichen am Bande für Verdienste um die Republik Österreich verliehen. Seit 2016 ist Hasler auch Stiftungsrat der Stiftung zur Förderung von Technologiemanagement, Technologiepolitik und Technologietransfer an der Universität St. Gallen.
Am 27. Mai 2020 kündete Adrian Hasler an, dass er bei der Landtagswahl 2021 nicht mehr als Regierungschef kandidieren werde. Er schied nach Angelobung der neuen Regierung daher im März 2021 aus dieser aus.
Mit dem Alt-Regierungschef Otmar Hasler ist er nicht verwandt.